# Rex Cawley
Warren Jay Cawley, detto Rex (Highland Park, 6 luglio 1940 – Orange, 21 gennaio 2022), è stato un ostacolista statunitense, specializzato nei 400 metri ostacoli, disciplina di cui è stato campione olimpico ai Giochi di Tokyo 1964.

## Palmarès
| Anno | Manifestazione  | Sede  | Evento   | Risultato | Prestazione | Note |
| ---- | --------------- | ----- | -------- | --------- | ----------- | ---- |
| 1964 | Giochi olimpici | Tokyo | 400 m hs | Oro       | 49"6        |      |